# WLE VT1031–VT1033
Die Dieseltriebwagen VT1031–VT 1033 der Westfälischen Landes-Eisenbahn wurden 1953 von der Waggonfabrik Uerdingen hergestellt. Sie wurden zur Rationalisierung des Personenverkehrs angeschafft und waren bis 1975 bei der Privatbahn im Einsatz. Danach wurden sie nach Italien verkauft und dort bei der Privatbahn Tranvie Provinciali di Napoli unter der Bezeichnung 1.006–1.008 eingesetzt. Die Fahrzeuge waren bis Mitte der 1980er Jahre im Einsatz und wurden dann ausgemustert sowie verschrottet.

## Geschichte
Um den Personenverkehr nach dem Zweiten Weltkrieg zu verbessern, bestellte die Westfälische Landes-Eisenbahn bei der Waggonfabrik Uerdingen vier vierachsige Triebwagen. Auf Grund der angespannten Finanzlage wurden jedoch nur drei Fahrzeuge abgenommen. Mit ihnen wurden drei im Aufbau gleiche Steuerwagen geliefert (VS1531–1533).
Ersteinsatz der Fahrzeuge war der Eilzugbetrieb auf der Strecke Münster–Warstein. Später wurden sie auch auf anderen Strecken, wie nach Neubeckum, eingesetzt. Nach der Einstellung des Personenverkehrs auf der Strecke Anröchte–Lippstadt–Neubeckum im Jahr 1975 wurden die Fahrzeuge nach Italien an die Privatbahn Tranvie Provinciali di Napoli verkauft. Hier waren sie bis Mitte der 1980er Jahre im Einsatz und wurden dann ausgemustert.

## Technik
Die Fahrzeuge, die nach denselben Konstruktionsrichtlinien wie der BOE T162 gefertigt wurden, werden in der Literatur als Weiterentwicklung der Uerdinger Schienenbusse genannt. Die Einstiegstüren waren dreiteilige Falttüren, die sich an den Endseiten des Triebwagens befanden. In der Mitte lag ein Postabteil mit einer seitlichen einteiligen Schiebetür, im Anschluss daran je ein 1.-Klasse-Abteil in Seitengangausführung. Hinter diesen Abteilen waren in Richtung der Führerstände je ein Großraumabteil mit Mittelgang vorhanden, eines mit einer Toilette, das andere mit einem Buffet ausgestattet. Das Buffet wurde 1956 ausgebaut. Außerdem gab es für die Fahrgäste eine Musikanlage mit Tonband. Die Wagen hatten von Anfang an Polstersitze. Der Wagenkasten war durchgängig geschweißt ausgeführt und hatte eine glatte äußere Form. An den Stirnseiten waren Übergangstüren vorhanden.
Die Maschinenanlage war in Unterflurbauweise ausgeführt. Die Achtzylinder-Viertakt-Dieselmotoren waren in einem Tragrahmen mit je einem Strömungsgetriebe von AEG/EMG verbunden. Diese Getriebe besaß drei Wandler. Sie waren im Verbund mit einem Nachschalt- sowie einem Wendegetriebe versehen. Von diesen wurden die jeweils inneren Achsen des Triebwagens mittels Gelenkwellen angetrieben.
Die Fahrzeuge waren mit Vielfachsteuerung ausgeführt, es konnten von einem Führerstand bis zu vier Trieb- bzw. Steuerwagen gefahren werden. Die Pintsch-Kühlwasserheizung war mit einem Öldruckkessel zum Vorheizen kombiniert, vorhanden waren zudem zwei Kugelschlagläutewerke und zwei Typhone für Druckluft.